# 火山兔
火山兔（Romerolagus diazi），又名墨西哥兔，是生活在墨西哥山區一種細小的兔。牠們是世界第二最細小的兔，僅次於侏兔。牠們的耳朵很圓，腳短，毛短而厚。牠們以小群生活，成員約有2-5名。牠們會發出很高音的聲音來警告其他兔子。牠們是夜間活動的。牠們重390-600克。於1969年統計，牠們野外只有1000-1200隻。

## 棲息地
火山兔分佈在墨西哥，只限於伊斯塔西瓦特爾火山、佩拉多火山、波波卡特佩特火山及特拉洛克火山。牠們一般棲息在海拔2800-4250米的針葉林及岩石地帶。

## 食性
火山兔吃薩卡通草的葉子及赤楊的樹皮等。在雨季，牠們會吃麥及穀類等農作物。

## 保育狀況
火山兔的衰落是因失去棲息地及獵殺所致。牠們的棲息地受到山火、過度放牧、城市及農業發展及伐林等破壞。故此，已有計劃保護牠們的棲息地，以保護牠們。另外，在一些動物園亦已有培育的計劃。

## 外部連結
- ARKive
- Animal Diversity Web （页面存档备份，存于）